# Mondéjar
Mondéjar é um município da Espanha na província de Guadalajara, comunidade autónoma de Castilla-La Mancha, de área 48,51 km² com população de 2500 habitantes (2004) e densidade populacional de 51,54 hab/km².

## Demografia
| Variação demográfica do município entre 1991 e 2004 | Variação demográfica do município entre 1991 e 2004 | Variação demográfica do município entre 1991 e 2004 | Variação demográfica do município entre 1991 e 2004 |
| --------------------------------------------------- | --------------------------------------------------- | --------------------------------------------------- | --------------------------------------------------- |
| 1991                                                | 1996                                                | 2001                                                | 2004                                                |
| 2095                                                | 2114                                                | 2223                                                | 2500                                                |